# Patricia Jaqueline
Patricia Jaqueline (* 16. Jänner 2004 in Wiener Neustadt) ist eine österreichische Künstlerin und wissenschaftliche Illustratorin. Sie lebt und wirkt in Wien. Ihre erste Ausstellung hatte sie im Alter von neun Jahren, weshalb sie auch als „jüngste Künstlerin“ Österreichs bezeichnet wurde.

## Leben
Jaqueline wurde im Alter von fünf Jahren in die Australian International School in den Vereinigten Arabischen Emiraten eingeschult. Nach dem Umzug nach Wien beendete sie die bilinguale Volksschule; zurzeit besucht sie ein Realgymnasium in Wien.
Seit ihrer Kindheit malt Jaqueline Bilder in verschiedenen Techniken (Acryl, Kohle, Pastell, Aquarell und anderen).
2013 hatte sie im Alter von neun Jahren ihre erste Ausstellung im Museum of Young Art in Wien.
2014 bezog sie Kunstunterricht durch den Maler Michael Fuchs, Sohn von Ernst Fuchs.
Anlässlich ihrer Ausstellung im Kunsthaus Rust erstellte das Café Puls eine Reportage über sie.
2016 trat sie der Hochbegabtenvereinigung Mensa Österreich bei.
Sie war eines der interviewten Kinder in der ORF-Reportage von Hanno Settele, „Erziehung – Nicht genügend? Settele im Kinderstress“.
2017 schrieb sie sich im Alter von 13 Jahren an der Universität Wien ein und begann Mathematik zu studieren. Im selben Jahr brachte sie das Kinderbuch Kosmo, der kleine Komet heraus. Bei der Wahl zu Österreichs Hundestar 2017 auf der jährlichen Haustiermesse Wien war sie Mitglied der Promi-Jury.
Außerdem wurde sie Preisträgerin des in Odessa gestifteten internationalen Kunstpreises Duc de Richelieu (benannt nach Armand Emmanuel du Plessis, duc de Richelieu), Stufe Platin. Beim Jugend-Fotowettbewerb Mein Simmering im Jahr 2018 war sie Jurymitglied.
Im Jahr 2019 brachte sie ihren ersten Kunstkatalog ... und am Anfang war die Kunst ... heraus.
Ihr Kunstwerk Weisse Katze wurde im selben Jahr in der Albertina (Musensaal) vom Dorotheum in einer Charityauktion zugunsten des Vereins auf Augenhöhe versteigert.
Im Oktober 2022 begann Jaqueline ein Biologiestudium und in Folge eine Tätigkeit als wissenschaftliche Illustratorin. Eine Illustration Jaquelines zum in einer Studie der Syddansk Universitet festgestellten speziellen Kehlkopf von Bartenwalen, der ihnen das Singen unter Wasser ermöglicht, wurde in den Artikeln zum Thema im Februar 2024 international gezeigt, beispielsweise in Spektrum der Wissenschaft, Bild der Wissenschaft, CNN, National Geographic und EurekAlert!.

## Ausstellungen (Auswahl)

### Einzelausstellungen
- 2014: Augen – Blicke, Kunsthaus Rust, Burgenland[20]
- 2016/17: Patricia Jaqueline lädt ein zum Glotzen, ARTOPIA Wien[21]
- 2018: United Animals, UNO City Wien[22]
- 2018: Wishes, Volkshochschule Simmering[23]

### Gruppenausstellungen
- 2013: Durch meine Augen gesehen, Museum of Young Art, Palais Schönborn Wien[1]
- 2016: schwarz/weiß – kunterbunt – kugelrund, Bezirksmuseum Simmering, Wien[24]
- 2016: Grenzenlos, Galerie Contemplor, Palais Esterházy Wien[25]
- 2016: Wachsende Stadt, Kunst VHS Wien[26]
- 2017: Labyrinth. Labor Politik, MuseumsQuartier, Dschungel Wien[27][28]
- 2017: Konstante Art Fair Vienna 2017, Volkskundemuseum, Gartenpalais Schönborn[29]
- 2017: Wasserwelten, Kunstraum Ringstraßengalerien Wien[30]
- 2018: 5 x Farbe, Galerie Alpha Wien[9]
- 2018: Konstante Art Fair Vienna 2018, Volkskundemuseum, Gartenpalais Schönborn[31]
- 2019: Swiss Art Expo, SBB Halle, Zürich[32]
- 2021: Meinung & Urteil, virtuelle Ausstellung[33][34]